# Andy Taylor (gitáros)
Andrew Arthur "Andy" Taylor (Tynemouth, 1961. február 16. –) angol zenész, énekes, dalszerző és producer, aki leginkább a Duran Duran és a The Power Station tagjaként ismert.
Ezen kívül szólóelőadóként is vett fel zenét, illetve dolgozott együtt olyan előadókkal gitárosként, dalszerzőként és producerként, mint Robert Palmer, Rod Stewart, a The Almighty, a Thunder, a Love and Money, Mark Shaw, Then Jerico, C. C. Catch, Paul Rodgers (The Law), Belinda Carlisle és a Gun. 2022-ben a Duran Duran tagjaként beiktatták a Rock and Roll Hall of Fame-be.
2022 novemberében bejelentette, hogy 2018 óta gyógyíthatatlan, négyes stádiumú rákban szenved, amiért nem tudott ott lenni a Duran Duran Roll Hall of Fame-beiktatásán. Hozzátette, hogy jelenlegi helyzete nem életveszélyes.

## Fiatalkora
Cullercoatsban nőtt fel és a Marden Középiskolában végezte tanulmányait. Tizenegy évesen kezdett el gitározni és nemsokára már helyi együttesekkel lépett fel, egynek producere is volt 16 éves korára. Dave Black tanította, aki tagja volt a David Bowie korábbi háttéregyütteseként szolgáló Spiders from Marsnak. Hamar elhagyta az iskolát, hogy Angliában és Európában turnézzon különböző együttesekkel. 1980 áprilisában pedig, ahogy azt ő mondta „Megtettem azt a végzetes vonat utat Birminghambe.”

## Karrier

### Duran Duran
A Duran Duran a birminghami Rum Runner klubban kezdett el ismert lenni, amelynek a tulajdonosai az együttes menedzsere és mentorai voltak, Paul és Michael Berrow. A kor zenéjére és divatára volt építve az együttes, az egyik kulcsszereplője volt az Új Romantikus mozgalomnak, amely keverte a house és a diszkó zenét a punk és elektronikus műfajokkal. Taylor a következőt mondta a Duran Duranról és az időszakról: „Bárki aki ismeri a korai DD-t (Duran Duran), ismerni fogja a Night Versions koncepciót... a 12"-es mix befolyását – Edwards & Rodgers – Giorgio Moroder... mind része volt a mátrixnak – első slágereinket a táncparketten próbáltuk ki, mielőtt a rádióhoz közünk lett volna – így definiáltad a stílusodat és, hogy ki voltál, a hozzád kapcsolódó klubon keresztül – ahol lógtál... Rockrajongó vagyok, de a csajok mindig a diszkóban voltak – ajánlom mindkettőnek a nagy százalékát.”
Az együttes 1980 decemberében szerződött le az EMI kiadóval, mindössze hét hónappal az eredeti felállás összeállását követően. Debütáló kislemezük, a Planet Earth, nem sokkal később jelent meg, míg a debütáló albumukat, a Duran Durant 1981 júniusában adták ki. 1983-ra az együttes már nemzetközi sikernek örvendett. Taylor hét Duran Duran albumon dolgozott, amelyből hat, a Duran Duran, a Rio, a Seven and the Ragged Tiger, az Arena, a Notorious és az Astronaut jelent meg, míg a Reportage-et elvetették Taylor második távozását követően.

### The Power Station és Robert Palmer
Mikor a Duran Duran szünetet tartott 1985-ben, Andy Taylor és John Taylor gitárosok megalapították a Power Station együttest Tony Thompsonnal (Chic) és Robert Palmerrel. Első albumuk, amelynek nagy részét New Yorkban vették fel, a stúdióban, amelyről az együttes a nevét kapta, elérte a legjobb 20 helyet a slágerlistákon az Egyesült Királyságban és a legjobb tízet az Egyesült Államokban. Két kislemez jelent meg az albumról, a Some Like It Hot és a Get It On (Bang a Gong), amelyek szintén sikernek örvendtek. Palmer csak egyszer lépett fel az együttessel, a Saturday Night Liveon. Az Power Station Michael Des Barresszel koncertezett, a Live Aiden is vele léptek fel. Taylor a Duran Durannal is koncertezett a jótékonysági koncerten.
Palmer 1985-ban felvette a Riptide című albumát, amelyen Thompson és Taylor is dolgozott vele. Ezek mellett közreműködött rajta a Power Station producere, Bernard Edwards is.
Taylor a következőt mondta az időszakról: „Nem hiszem, hogy bármelyikünk is gondolta volna, hogy ez a kis projekt a DD felbomlásához vezetett volna. De megmutatta a hasadékokat közöttünk. Szerintem mind meglepődtünk, hogy mennyire sikeres volt a projekt, főleg Robert, akinek újra életre kelt amerikai karrierje. Egy rendkívüli időszak volt, minden amihez kapcsolatunk volt, csak úgy elszállt. Amellett, hogy egy lehetőség volt egy nagy zenei kiállásra, úgy gondolom egy kiállás is volt a kiadó elvárásai ellen.”

### Szólóelőadóként és producerként
Miután hat évet töltött a Duran Duran tagjaként, ő és az együttes is felismerte, hogy elkezdtek visszaesni. Alig beszéltek egymással és három különböző kontinensen éltek a tagok. Taylor ekkor Los Angelesben élt, ahol megismerte Steve Jonest és elkezdtek együtt dolgozni Taylor első albumán.
Ebben az időben felvette a Take It Easy kislemezt, amely az Amerikai himnusz főcímdala volt. Miután dolgozott a Miami Vice II filmzenéjén, kiadta első stúdióalbumát, a Thundert (1987). Az lemezen Patrick O'Hearn volt a basszusgitáros és együtt is koncerteztek. Minimális sikert ért el az Egyesült Államokban, de Taylor hazájában nem volt nagy visszhangja.
1987-ben és 1988-ban Taylor szerezte és producere volt Rod Stewart többszörös platina lemezének, az Out of Ordernek, Bernard Edwards (Chic) és Tony Thompson (Chic, Power Station) mellett. Az albumon olyan slágerek szerepeltek, mint a Lost in You, a Forever Young és a My Heart Can't Tell You No.
1988-ban Dead on the Money dala szerepelt a Az utolsó csepp filmben, amelyhez a Duran Duran is hozzájárult a Do You Believe in Shame?-mel. Második szólóalbuma, a Dangerous 1990-ben jelent meg és csak feldolgozások szerepeltek rajta.
Taylor ezt követően producer lett, az 1990-es években több sikeres brit együttessel is dolgozott. Ő volt a producere a Thunder debütáló albumának, a Back Street Symphonynak és második lemezüknek, a Laughing on Judgement Daynek. Ezek mellett dolgozott a The Almighty Soul Destruction albumán, illetve Mark Shaw Almostján. 1994-ig a londoni Trident Studios volt első számú munkahelye, mielőtt visszaköltözött volna Los Angelesbe, hogy a Power Station második albumára írjon dalokat és legyen a producere. Ezek mellett több számnak is szerzője volt Rod Stewart A Spanner in the Works albumán.

### Újraegyesülések
Taylor része volt a Power Station 1994-es újraegyesítésének és felvették a Living in Fear albumukat. A felvételek idején Bernard Edwards elhunyt hotelszobájában, a Chic egyik tokiói fellépését követően. Az együttes úgy döntött, hogy tiszteletére befejezik a projektet hárman. A kanadai Mike Fraser hangmérnökkel és producerrel tökéletesítették az albumot, amelyet Japánban és az Egyesült Államokban népszerűsítettek egy turnéval.
2000-ben Taylor összeállt a Duran Duran eredeti felállásával, hogy felvegyék első közös zenéjüket 1985 óta. Az együttes aláírt a Sony Music kiadóval. Első közös albumuk az 1980-as évek óta, az Astronaut 2004-ben jelent meg és keverte Taylor gitárjátékát a Duran Duran szintipop stílusával. Az első kislemez, a (Reach Up for The) Sunrise ötödik lett az Egyesült KIrályságban, míg az album a harmadik helyet tudta elérni.
Az együttes 2004-ben karrierjének legnagyobb brit turnéját játszotta, amelyet 2005-ben egy világkörüli turné követett, amely alatt felléptek Ázsiában, Európában, Dél-Amerikában és Észak-Amerikában, illetve a Live 8-en.
2006-ban a következő albumuk felvétele előtt Taylor ismét elhagyta az együttest. A Reportage lemezt ennek következtében elvetették. Taylor utalásai alapján a válás főként az együttes menedzsmentje miatt történt.
Taylor 2008-ban azt írta, hogy ismét megjelentek a régi konfliktusok a Duran Duran tagjaival. Az együttes a következő közleményt adta ki a helyzettel kapcsolatban: „folytatni fogjuk, mint a Duran Duran, Andy nélkül, miután elértünk egy pontot a kapcsolatunkban, ahol egy kijavíthatatlan hasadék van közöttünk és már nem tudunk effektíven együtt dolgozni.”
2019-ben Taylor véget vetett 10 éves hiátusának a zenétől és újra turnézni kezdett.

## Diszkográfia

### Stúdióalbumok

#### Szólóelőadóként
- Thunder (1987)
- Dangerous (1990)

#### Kiadatalan albumok
- Nobody's Business (1989)

#### A Duran Durannal
- Duran Duran (1981)
- Rio (1982)
- Seven and the Ragged Tiger (1983)
- Arena (1984)
- Notorious (1986)
- Astronaut (2004)
- Reportage (kiadatlan)

#### A The Power Stationnel
- The Power Station (1985)
- Living in Fear (1996)

#### Rod Stewarttal
- Out of Order (1988)

### Középlemezek
- The Spanish Sessions (Luke Morleyval) (1999)

### Kislemezek
| Cím                                   | Év   | Slágerlisták | Slágerlisták | Slágerlisták | Slágerlisták | Album                     |
| Cím                                   | Év   | UK           | AUS          | US           | US Main      | Album                     |
| ------------------------------------- | ---- | ------------ | ------------ | ------------ | ------------ | ------------------------- |
| Take It Easy                          | 1986 | 95           | 30           | 24           | —            | Amerikai himnusz filmzene |
| When the Rain Comes Down              | 1986 | —            | —            | 73           | —            | Miami Vice II filmzene    |
| I Might Lie                           | 1987 | —            | —            | —            | 17           | Thunder                   |
| Don't Let Me Die Young                | 1987 | —            | —            | —            | 36           | Thunder                   |
| Lola                                  | 1990 | 60           | —            | —            | —            | Dangerous                 |
| Stone Cold Sober                      | 1990 | 94           | —            | —            | —            | Dangerous                 |
| Love or Liberation (Gary Stringerrel) | 2019 | —            | —            | —            | —            | nem jelent meg albumon    |

### Vendégszereplések
| Év   | Dal              | Album   | Előadó           | Szerepkör |
| ---- | ---------------- | ------- | ---------------- | --------- |
| 1985 | Addicted to Love | Riptide | Robert Palmer    | Gitár     |
| 1986 | Mad About You    | Belinda | Belinda Carlisle | Gitár     |

### Filmezenei szereplések
| Év   | Dal                      | Film/Sorozat     |
| ---- | ------------------------ | ---------------- |
| 1986 | Take It Easy             | Amerikai himnusz |
| 1986 | Wings of Love            | Amerikai himnusz |
| 1986 | Angel Eyes               | Amerikai himnusz |
| 1986 | When the Rain Comes Down | Miami Vice       |
| 1988 | Dead on the Money        | Az utolsó csepp  |

## Bibliográfia
- Andy Taylor: Wild Boy – My Life in Duran Duran. New York: Grand Central Publishing. 2008.  ISBN 978-0446509305